# چلویر
روستای زیبا و گردشگری دورک با جمعیت 256نفر.
دارای چشمه آب طبیعی، 
قلعه قدیمی دوران ساسانی،
منطقه بکر کوهستانی دارای پوشش جنگلی متفاوت درختان بلوط و کلخونگ"بن ارزن"، صنایع دستی از جمله قالی بافی و گلیم بافی،
مردمانی خونگرم، مهمان نواز که شغل اصلی آنها دامداری و دامپروری کشاورزی می باشد.

روستای چلویر دارای آب و هوایی معتدل و کوهستانی میباشد. و دربیشتر فصول سال دارای آب وهوایی معتدل وکوهستانی می باشد و درفصل پاییز وزمستان باراندگی زیادی دارد، درکناراین همه سرسبزی این روستا دارای مناطق دیدنی زیادی میباشد و باتوجه به موقعیت مکانی ،درفصل بهارمیتواند پذیرای گردشگران زیادی ازتمام جاهای استان و کشور باشد،مردم این روستا بیشتردرشغل دامداری  و کشاورزی مشغول به کارهستند،و نبود حداقل امکانات زیر ساختی  ، باعث  تغییر محل  سکونت  از  روستا به شهر در چند سال اخیر شده  است ،که این موضوع میتواند خطر بزرگی در جهت رشد روستا در آینده نه چندان دور باشیم ،یکی دیگر از پتانسیل های این روستا  از لحاظ  شرایط  آب و هوایی  قابلیت گسترش کشاورزی وایجاد بنگاهای تولیدی وخدماتی ازقبیل(_مرغداری ،پرورش گاو،پرورش دام،)میباشد.
بخشی ازمردم  این روستا که به شغل دامداری مشغول  هستند در اوایل فصل بهار  از طریق مسیر صعب العبور زاگرس مرکزی به سمت شمال  غربی  رشته کوه زاگرس واقع  دراستان چهارمحال و بختیاری ،شهرستان فارسان بخش میزدج (منطقه یلاقی  ایل بختیاری )ساکن میشوند،و مشغول زندگی عادی خود میشوند.
موقعیت جغرافیایی روستایی چلویر:
روستایی از توابع بخش مرکزی و درشمال غربی شهرستان ایذه در استان خوزستان ایران است.این روستا ازلحاظ تقسیمات کشوری زیرمجموعه دهستان سوسن غربی میباشد.
گونه‌های درختی:
با توجه به موقعیت جغرافیایی در زاگرس مرکزی و شرایط آب و هوایی درختان بلوط و بن در این منطقه رشد میکند.
گویش:
گویش بختیاری یا لری بختیاری گویش مردم بختیاری و یکی از گویش‌های زبان لری است. بختیاری‌ها جزئی از مردم لر به‌شمار می‌آیند که به آن‌ها لُر بزرگ می‌گویند و در جنوب غربی ایران ساکن هستند. گویش بختیاری از جمله گویش‌های جنوب غربی ایران و یکی از گویش‌های زبان لری به‌شمار می‌رود. این گویش لری ۸۶ درصد با لری جنوبی و ۷۸ درصد با لری خرم‌آبادی شباهت دارد. دانشنامه ایرانیکا گویش بختیاری و زیرشاخه‌های آن را به همراه گویش‌های بویراحمدی، کهگیلویه ای و ممسنی دارای اشتراکات زیاد لغوی، مورفولوژی و ویژگی‌های واج‌شناسی دانسته و مجموعهٔ این گویش‌ها را به همراه گویش لری از یک خانواده معرفی نموده‌است و بر تفاوت آن‌ها با کردی صحه گذاشته‌است.  .

## ساختارقومیتی:
ازلحاظ ساختارقومی مردم این روستا ازقوم بختیاری و شاخه هفت لنگ هستد ، و طبق سازمان وتقسیمات ایل بختیاری ،مردم این روستا ازطایفه (باب) بابادی طایفه ململی ،تیره سلحچین ،تش مدبهدار و به ترتیب به اولاد و به خانوارهای کوچک تر یا( کر و بو )تقسیم میشوند.
.

## جمعیت
طبق سرشماری سال98جمعیت این روستای 256نفراعلام شد.

## نام آوران این روستا
1)پروفسوربرات قبادیان معاون وزیرصنعت ومعدن ایران.معاون سابق انرژی اتمی ایران.ریس سابق دانشگاه دولتی شهرکرد
2)مهندس علیرضا ره انجام شهردارسابق قلعه تل وشهردارفعلی ایذه
شهدای روستا:
1)شهیدمرحوم طاهرقبادی فرزند مرحوم گودرزکه درجنگ سفید دشت به همراه تعدادزیادی ازبختیاریها درمقابل انگلیسی ها و رضا شاه جنگید وشهید شد.
2)شهید  کیامرث قبادی نژاد فرزند مرحوم حاج محمد کاظم قبادی نژاددرجنگ ایران وعراق دردفاع ازکشورجنگید وبه درجه شهادت ناعل شد.
3))شهیدعلی خانه زرین فرزند جمعه درجنگ ایران و عراق در  دفاع از کشور جنگید و در تاریخ  1367/04/04 در جزیره ی مجنون به درجه شهادت ناعل شد و پیکر پاکش مفقود می باشد.

## مختصری درباب جنگ سفید دشت:
در بهار سال 1308 شمسی، تعدیات و ظلم و ستم رضا شاه، خون علی‌مردان‌خان و بسیاری از مردان ایل را به جوش آورده بود. از دست دادن گله و احشام، کنار گذاشتن اسب و تفنگ، زندگی زیر سقف خانه‌ای که در مکانی نامناسب بنا شده و به آن عادت نداشتند، گذاشتن کلاه پهلوی بر سر، پرداخت مالیات‌های سنگین، دوری از ایل و خدمت به رضا شاه و ده‌ها تصور دیگر چون خوره به جان جوانان بختیاری افتاد و از این همه ظلم و اجحاف به ستوه آمده بودند. فقط منتظر تلنگری بودند تا به پا خیزند و بر علیه ظلم رضا شاه وارد جنگ شوند. علی‌مردان‌خان در گرمسیر(خوزستان) با مردان ایل خود به شور می‌نشیند تا ببیند در قیام او را همراهی می‌کنند؟ مردان ایلیاتی که تا کنون این چنین مورد تحقیر و ظلم واقع نشده بودند، مردانه هم قسم شدند که تا پای جان او را همراهی خواهند کرد. به سرعت طوایف دیگری از چهارلَنگ و هفت لَنگ به او پیوستند. بسیاری از خوانین جوان نیز همدل و همصدا با او طوایف را تحریک و تشویق نمودند که با وی همراه شوند.
در حوالی «پیر غار» در فارسان چهار محال بختیاری، علی‌مردان‌خان انگیزه و هدف قیام خود را تشریح کرد و رزمندگان، عهد و پیمان بستند که تا آخرین نفس و تا جان در بدن دارند، برای نابودی رضاشاه«قاطرچی» بجنگند. «هیأت اجتماعیه بختیاری» متشکل از 12 نفر از سران و کلانتران بختیاری تشکیل گردید تا با نظارت هیأت مزبور سازماندهی نیروها انجام گیرد و عملیات رهبری شود و با هدف استیفای حقوق از دست رفته‌ی عشایر بختیاری و ملت ایران، مبارزه را آغاز کنند.
جوانان بختیاری برای اثبات وفاداری و پایبندی به قیام به قرآن سوگند خورده  و برخی مهر و امضا کردند. علی‌مردان‌خان سپس رهسپار «فریدن» شد تا طوایف چهارلَنگِ ساکن فریدن اصفهان را برای همراهی قیام فراخوانَد.
«امیر جنگ»، «سردار ظفر»، «سردار محتشم» و «مرتضی قلی خان» وارد مذاکره با علی‌مردان‌خان شدند، اما خوانین مسن نتوانستند خان جوان را قانع و از تصمیمش منصرف کنند. تقریباً تمام بختیاری‌ها اختلافات را کنار گذاشتند و با رهبر قیام همراه شدند. تنها «جعفر قلی خان، سردار اسعد سوم(معروف به سردار بهادر)» که وزیر جنگ بود، حرکت و اقدام آشکاری در حمایت از قیام نداشت. البته آن هم بعداً به او بدگمان شدند که در خفا به بختیاری‌ها اسلحه و مهمات ارسال می‌کند و همین بدگمانی‌ها بعدها باعث دستگیری، خلع از قدرت و محکومیت به مرگ وی شد. بیش‌تر خوانیین بختیاری نیز پنهانی به علی‌مردان کمک می‌کردند و از وی پشتیبانی می‌نمودند. اردوی بختیاری در 15 خرداد 1308 شمسی روانه‌ی شهرکرد شد. قبل از ورود به شهر به مأموران دولتی و نظامیان اخطار شد که شهر را ترک کنند. سرهنگ «صادق خان» حاکم نظامی شهر کرد که به مردم ظلم و ستم زیادی روا داشت، با 50 نفر نظامی عمارت «مشهدی ابراهیم» دبیرستان و ژاندارمری را سنگربندی کردند، رؤسای ادارات نیز در این اماکن متمرکز شدند. اما با بررسی اوضاع و گزارش‌های رسیده کارکنان و اموال ادارات به بروجن منتقل شدند و نیروی نظامی نتوانست در مقابل غیرت و شجاعت جوانان بختیاری مقاومت کند. شهر تخلیه شد ودر تاریخ 27 خرداد 1308 شمسی علی‌مردان‌خان، با نیروهایش که تعداد آن ها 2000 نفر بود شهر را به تصرف خود درآوردند.
اماکن دولتی در اختیار رزمندگان قرار گرفت. علی‌مردان‌خان تمام قوانین دولتی که موجب تحقیر فشار و ستم به مردم بود را ملغی اعلام کرد. مالیات‌ها لغو گردید، لباس و کلاه بختیاری  رواج پیدا کرد و هر‌کس کلاه پهلوی بر سر می‌گذاشت جریمه یا حبس می‌شد.
سواحل زاینده رود تا «پل کله» به تصرف بختیاری‌ها در آمد، دولت از این اقدام شجاعانه‌ی سواران بختیاری به وحشت افتاد. نیروهایی را به فرماندهی سرهنگ «محمدخان میمند» از راه تنگ «بیدکان» جهت مقابله با بختیاری‌ها اعزام نمود. سواران بختیاری به فرماندهی «نادر قلی خان» پسر سردار اشجع و «اسماعیل خان زراسوند» داماد امیر مفخم، با تصرف «تنگ انجیره» و ارتفاعات مشرف بر دشت، قوای مزبور را در «سفید دشت» به محاصره‌ی کامل درآوردند. سروان «عبدالله هدایت» مأمور می‌شود حلقه‌ی محاصره را بشکند. ولی رشادت رزمندگان بختیاری باعث می‌شود تا پس از بر جا گذاشتن تلفات سنگین وادار به عقب نشینی شوند. نیروهایی که به فرماندهی سرهنگ «امین الله خان جلوه» از طرف بروجن عازم شهرکرد بودند، دستگیر و خلع سلاح شدند. بختیاری‌ها آنان را سوار قاطرهای لخت و بعضی را پیاده با ساز و دهل به شهر‌کرد وارد کرده و خبر شکست قشون دولتی را اعلام نمودند.
هواپیماهای جنگی تلاش کردند تا به نیروهای نظامی محاصره شده که در قلعه‌ی «ابوالقاسم خان» در سفید دشت پناه گرفته‌اند، آذوقه برسانند؛ چند نوبت مردم بی دفاع را در شهر‌کرد و مناطق نزدیک به میدان جنگ بمباران کردند.
رضا شاه برای «محمد جواد خان سردار اقبال» و «محمدرضا‌خان سردار فاتح» و برخی خوانین دیگر امان‌نامه فرستاد و سعی در جلب نظر و جدایی آنان از اردوی بختیاری را داشت. در این اوضاع دولت بر غائله‌ی فارس چیره گردید و از ناحیه‌ی فارس احساس آسودگی نمود. لذا نیروهایش را از اصفهان، لرستان و فارس بسیج کرد تا به جنگ بختیاریها بروند. رضا شاه سه ستون نظامی کاملاً مجهز، از سه طرف به منطقه گسیل داشت. تیسمار «شاه‌بختی» از طرف مبارکه، سرتیپ «تاجبخش» از طرف نجف آباد و سامان و تیسمار «محتشمی» از سوی فریدن، به سمت محل تجمع رزمندگان بختیاری عزیمت کردند. از طرفی خوانین وابسته به دولت و مسن که احساس خطر کردند وارد عمل شدند. و به تضعیف و تفرقه‌اندازی میان قیام کنندگان پرداختند. نیروهای نظامی از هر سو سر رسیدند و تقریباً سواران بختیاری به محاصره درآمدند و مجبور بودند با چهار جبهه بجنگند؛ یک گروه نظامیان در محاصره و سه گروه نظامی تازه نفس.
نیروهای پیاده با پشتیبانی آتشبارهای توپخانه تنگ انجیره را مورد حمله قرار دادند پس از سه روز مقاومت نیروهای بختیاری، تنگه به اشغال قوای دولتی افتاد با تصرف تنگه هجوم به ارتفاعات اطراف تنگه سهل و آسان گردید، جنگ در سیاه‌کوه شدت گرفت اما نیروهای دولتی توانستند ارتفاعات را به تصرف خود در آورند و زمینه برای شکستن حلقه محاصره نیروهای محصور بوجود آید و سرانجام محاصره نظامیان شکسته شد. در نهم مرداد در قریه قهفرخ آخرین سنگر رزمندگان به تصرف قشون دولتی درآمد و به دنبال آن نیروهای بختیاری شهرکرد را تخلیه کردند و قشون دولتی این شهر را به تصرف خود در آوردند. چند روز بعد در سه فرسنگی شهرکرد جنگ خونینی صورت گرفت ولی این بار نیز بختیاریها شکست خوردند. اردوی دوهزار نفری بختیاری که به مدت پنجاه روز در حال نبرد بود و از مهمات و اسلحه کافی و مجهزی نیز برخوردار نبود، شجاعانه جنگیدند و علیرغم خلق حماسه‌ی وصف ناشدنی و رشادتهای فراوان با سلاح‌های ابتدایی، پس از چند روز در مقابل قشون مجهز، زبده و تازه نفس شکست خوردند.
تعدادی از رزمندگان به شهادت رسیدند، جمع کثیری مجروح و عده‌ای نیز اسیر شدند تعداد زیادی از رزمندگان نیز از جمله علی‌مردان خان از مهلکه جان سالم بدر بردند.
این نبرد چهل و چهار روزه به جنگ «سفید دشت» معروف است و در اذهان عموم و تاریخ بختیاری یکی از بی‌نظیرترین و اصیل‌ترین قیامهای مردی و به یادمانی‌ترین حماسه و صحنه‌ی مقاومت و شجاعت ایل بختیاری است.
این روستا در دهستان سوسن غربی قرار دارد و براساس سرشماری مرکز آمار ایران در سال ۱۳۸۵، جمعیت آن ۳۵۷ نفر (۶۵خانوار) بوده‌است.